# Эйдукявичюс, Пранас Винцович
Пра́нас Ви́нцович Эйдукя́вичюс (лит. Pranas Eidukevičius, Франц Вике́нтьевич Эйдуке́вич, псевдоним Марцели, 25 сентября (7 октября) 1869 — 7 марта 1926) — один из организаторов и первый руководитель Коммунистической партии Литвы.

## Биография
Родился 25 сентября (7 октября) 1869 года в селе Вержболово  Волковышского уезда Сувалкской губернии Российской Империи (ныне Вилкавишкского района Литвы) в семье рабочего-железнодорожника. Работал рабочим-металлистом. В течение жизни испытывал влияние литовской, латвийской, польской, белорусской и русской культур. С конца 1880-х годов участвовал в революционном движении в Каунасе, затем в Риге и Гродно. Участник Революции 1905—1907 в Лодзи, Вильно. В период 1906—1918 гг. был членом ЦК СДП Литвы, сотрудничал в большевистской печати («Социал-демократ», «Правда»). В рядах СДПЛ участвовал в руководстве революционным крылом СДПЛ, на VII съезд СДПЛ (Краков, август 1907) отстаивал идею объединения с РСДРП. Имел тесные связи с Польским рабочим движением, в течение 10 лет взаимодействовал с Польской социалистической партией.
Встречается с В. И. Лениным по вопросу помощи бастующим рабочим кожевенных заводов Вильно со стороны Международного социалистического бюро II Интернационала. После содействия Ленина деньги, в которых нуждались литовские кожевники, поступили к ним из Германии, Франции и других стран.
Пытаясь уйти от преследования после провалов возглавляемых им забастовок в 1909 году, на год уезжал в Соединённые Штаты. За свою политическую деятельность подвергался арестам. Арест в 1913 году был заменён ему высылкой в те же США. В 1915—1918 годах — председатель Центрального бюро рабочих профсоюзов в Вильно. С мая 1918 года на подпольной партийной работе.
В октябре 1918 года стал одним из организаторов I съезда КП Литвы, на котором был избран председателем ЦК партии.
Участвовал в установлении Советской власти в Литве, в 1918-19 был председателем Президиума Вильнюсского совета. После падения Советской власти в Литве (1919) находился на руководящей советской и хозяйственной работе в РСФСР. Делегат X съезда РКП(б).

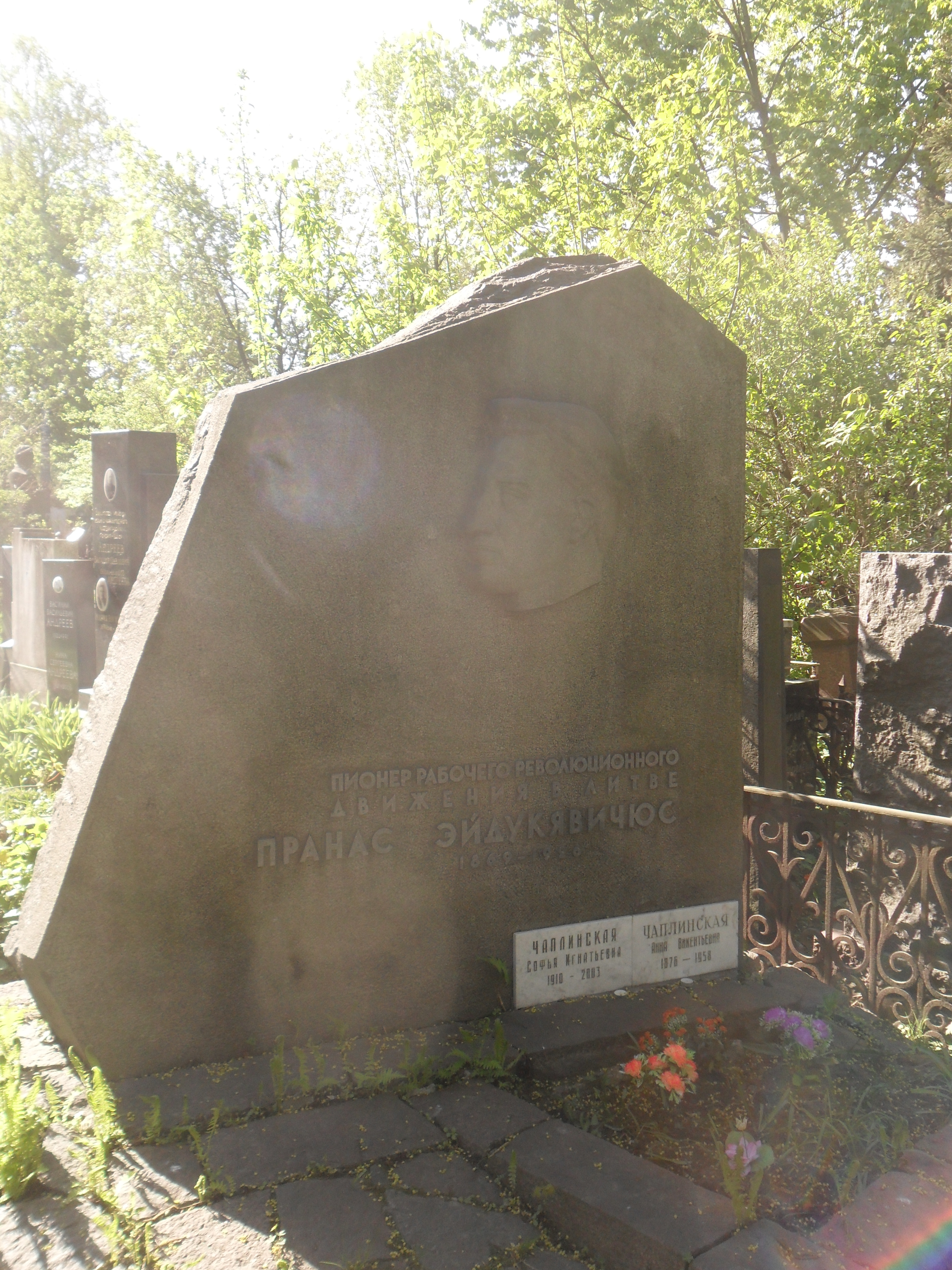
Могила Эйдукявичюса на Новодевичьем кладбище Москвы.

Умер 7 марта 1926 года в Москве. Похоронен на Новодевичьем кладбище (3 уч).

## Память
- Именем «Пранас Эйдукявичюс» назван построенный в 1966 году рыболовный траулер (проект 394 тип Маяковский; порт приписки — Клайпеда)[5].